# Pêro de Barcelos
Pêro de Barcelos (Barcelos, ? — Angra, 1508), a vegades anomenat Pedro de Barcelos, va ser un navegant portuguès que va explorar les costes d'Amèrica del Nord als segles XV/XVI. Juntament amb João Fernandes Lavrador, van ser els primers a albirar la Costa de Labrador a Amèrica del Nord el 1492, Tot i que l'illa de Terranova l'havia descobert abans.